# Municipio de Brewer (condado de Arkansas)
El municipio de Brewer (en inglés: Brewer Township) es un municipio ubicado en el condado de Arkansas en el estado estadounidense de Arkansas. En el año 2010 tenía una población de 50 habitantes y una densidad poblacional de 0,4 personas por km².

## Geografía
El municipio de Brewer se encuentra ubicado en las coordenadas 34°15′36″N 91°36′44″O / 34.26000, -91.61222. Según la Oficina del Censo de los Estados Unidos, el municipio tiene una superficie total de 123.48 km², de la cual 116,29 km² corresponden a tierra firme y (5,82 %) 7,19 km² es agua.

## Demografía
Según el censo de 2010, había 50 personas residiendo en el municipio de Brewer. La densidad de población era de 0,4 hab./km². De los 50 habitantes, el municipio de Brewer estaba compuesto por el 100 % blancos. Del total de la población el 0 % eran hispanos o latinos de cualquier raza.